# 原田サウンド
原田サウンド（はらだサウンド）は、音響効果制作を中心としたサウンドダビング全般を業務とする日本のポストプロダクション。
東映大泉撮影所録音部の効果技師であった原田千昭を中心とした一派が、1980年代に入って新たに東映の下請けプロダクションとして独立し発足。主に東映制作の映画やドラマ、特に東映東京撮影所が実製作を手掛けた作品を中心に活動している。

## 主な所属スタッフ
- 原田千昭
- 原尚
- 眞道正樹
- 柳生博
- 深井康幸
- 錦織真里

## 元所属スタッフ
- 沢地正幸
- 岩藤竜三
- 須田良三
- 米澤美千代
- 森賢一（フィズサウンドクリエイション→原田サウンド→アニメサウンドプロダクション）
- 鈴木優子

## 主な担当作品（独立以前の作品も含む）

### ドラマ
- Gメン'75（TBS）
- 新宿警察（CX）
- 森村誠一シリーズ（MBS）
  - 人間の証明
  - 野性の証明
  - 腐蝕の構造
- 高木彬光シリーズ 白昼の死角（MBS）
- 花よめは16歳（ANB）
- 消えた巨人軍（NTV）
- 燃えろ!アタック（ANB）
- ザ・スーパーガール（TX）
- 爆走!ドーベルマン刑事（ANB）
- 大激闘マッドポリス'80（NTV）
- 二百三高地・愛は死にますか（TBS）
- 生徒諸君!（ANB）
- 警視庁殺人課（ANB）
- こども傑作シリーズ（ANB）
- Gメン'82（TBS/近藤照男プロダクション制作）
- スケバン刑事シリーズ（CX）
  - スケバン刑事
  - スケバン刑事II 少女鉄仮面伝説　
  - スケバン刑事III 少女忍法帖伝奇
- 赤い秘密（TBS）
- 少女コマンドーIZUMI（CX）
- 花のあすか組!（CX）
- あいつがトラブル（CX/キティ・フィルム制作）
- ダブル・パニック'90 ロス警察大捜査線（ANB/近藤照男プロダクション制作）
- 俺たちルーキーコップ（TBS/セントラル・アーツ制作）
- 世にも奇妙な物語（CX/セントラル・アーツ制作）
- HOTEL（TBS/近藤照男プロダクション制作）
- はだかの刑事（NTV）
- 新幹線物語'93夏（TBS/近藤照男プロダクション制作）
- Gメン'93春 第一級殺人の女（TBS/近藤照男プロダクション制作）
- 木曜の怪談（CX/セントラル・アーツ制作）
- 刑事追う!（TX）
- 闇のパープル・アイ（ANB）
- 新幹線'97恋物語（TBS/近藤照男プロダクション制作）
- あぶない刑事フォーエヴァー（NTV/セントラル・アーツ制作）
- Gメン'75スペシャル 帰って来た若獅子たち（TBS/近藤照男プロダクション制作）
- 相棒 ふたりだけの特命係（ANB）

### 特撮
- ザ・カゲスター（NET）
- スパイダーマン (東映)（TX）
- ロボット8ちゃん（CX）
- バッテンロボ丸（CX）
- ペットントン（CX）
- どきんちょ!ネムリン（CX）
- 勝手に!カミタマン（CX）
- TVオバケてれもんじゃ（CX）
- もりもりぼっくん（CX）
- おもいっきり探偵団 覇悪怒組（CX）
- じゃあまん探偵団 魔隣組（CX）
- 魔法少女ちゅうかなぱいぱい!（CX）
- 魔法少女ちゅうかないぱねま!（CX）
- 美少女仮面ポワトリン（CX）
- 不思議少女ナイルなトトメス（CX）
- うたう!大龍宮城（CX）
- 有言実行三姉妹シュシュトリアン（CX）
- 美少女戦士セーラームーン（CBC）

### アニメ
- 光速電神アルベガス（TX）
- ストップ!! ひばりくん!（CX）
- ビデオ戦士レザリオン（TBS）

### ビデオゲーム
- ロードブラスター

### ビデオ映画
- 静かなるドンシリーズ（光和インターナショナル制作）
- 救急戦隊ゴーゴーファイブ　激突!新たなる超戦士

### MAのみ
- 獣拳戦隊ゲキレンジャー（ANB）
- 炎神戦隊ゴーオンジャー（ANB）
- 侍戦隊シンケンジャー（ANB）
- 天装戦隊ゴセイジャー（EX）
- 海賊戦隊ゴーカイジャー（EX）